# 1063 Aquilegia
1063 Aquilegia là một tiểu hành tinh bay quanh Mặt Trời. Ban đầu nó có tên là 1925 XA. Nó có đường kính 17 km.